# Echavadi, Shimoga
Echavadi là một làng thuộc tehsil Shimoga, huyện Shimoga, bang Karnataka, Ấn Độ.